# Bronisław Bąk

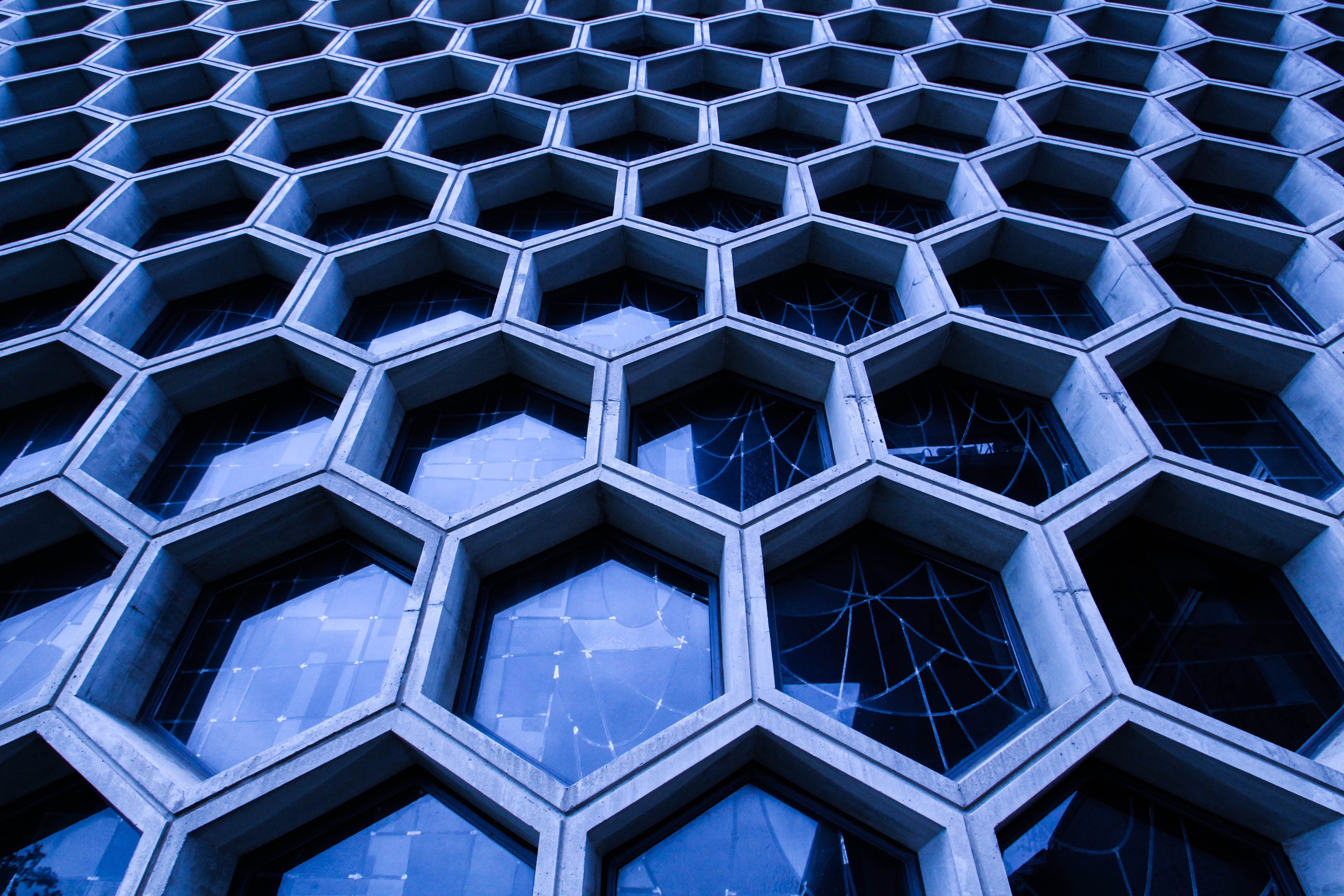
Witraż w kościele św. Jana w Collegville w stanie Minnesota

Bronisław Marian Bąk, ps. „Bruno, Bruno Bak” (ur. 1922 w Lesznie, zm. 1981 w Statesboro w stanie Georgia) – polski i amerykański artysta plastyk, malarz, wykładowca.

## Życiorys
Jego matka była bibliotekarką, w 1939 został kadetem w polskiej armii. Walczył w kampanii wrześniowej, podczas której został schwytany i skierowany do przymusowej pracy w przemyśle i rolnictwie. W 1943 podjął próbę ucieczki do rodzinnego miasta, został ujęty i osadzony w obozie jenieckim Schirmeck koło Vichy we Francji. Schirmeck był obozem reedukacyjnym dla uciekinierów ze wszystkich terenów okupowanych przez III Rzeszę, opornych kierowano do oddalonego o 10 km obozu zagłady w Natzweiler-Struthof. W Schirmeck Bąk przebywał do wyzwolenia przez wojska amerykańskie, wówczas podjął decyzję o pozostaniu na emigracji. Zamieszkał w Mannheim, gdzie rozpoczął studia w tamtejszej Freie Kunstakademie Mannheim pod kierunkiem Paula Bergera-Bergnera, poznał wówczas swoją żonę Heidi (1927-2010). Na uczelni zauważono jego talent, otrzymał wiele nagród i stypendia. Podczas studiów Bąk zainteresował się sztuką tworzenia witraży. W 1952 wspólnie z żoną podjęli decyzję o wyjeździe do Stanów Zjednoczonych, początkowo pracował w pracowni witraży w Chicago, w 1958 został wykładowcą w College of Saint Benedict and Saint John’s University w Collegeville w Minnesocie, prowadził tam zajęcia z grafiki i rysunku oraz eksperymentalne warsztaty z dwu i trójwymiarowego wzornictwa. Od 1962 przez pięć lat był wykładowcą w Dominican College w Racine, Wisconsin, w 1970 wyjechał do Francji. Po powrocie do Stanów Zjednoczonych w 1973 został wykładowcą w Georgia Southern College w Statesboro, pracował tam aż do śmierci w 1981.

## Twórczość
Tworzył grafiki, litografie i drzeworyty, zasłynął też jako witrażysta. Wiele jego prac zawiera tematykę sakralną m.in. Ecce Homo. Jego najsłynniejszą pracą jest własnoręcznie wykonany w 1961 witraż w kościele św. Jana w Collegville w stanie Minnesota, prace nad nim trwały trzy lata. Jego witraże znajdują się również w Temple Emmanuel w Chicago oraz katedrze episkopalnej w Kalamazoo w stanie Michigan.